# Friedrich Volbach
Johann Friederich Joseph Volbach, de vegades esmentat com a Fritz Volbach (Wipperfürth, 17 de desembre de 1861 - Wiesbaden, 30 de novembre de 1940) fou un musicòleg i compositor alemany.
Simultaniejà els estudis musicals amb els universitaris, fent els primers a Colònia i Berlín i els segons a Heidelberg i Bonn. El 1887 fou nomenat professor del reial Institut de Música Religiosa de Berlín, un any després d'haver entrat com alumne d'aquesta institució, encarregant-se ensems de la direcció de la Liedertafel i del cor Klindworth.
El 1892 se'l cridà a Magúncia com a director de la Liedertafel i d'un cor femení, i el 1907 era professor i director d'orquestra de la Universitat de Tubinga, càrrec que encara desenvolupava el 1914, en esclatar la primera guerra mundial, i que deixà per anar com a voluntari al camp de batalla. El 1916 fundà i dirigí a Brussel·les una orquestra simfònica, que va dissoldre en acabar la guerra.
El 1918 assolí les places de director de la banda municipal de Münster i de professor d'aquella Universitat, fundant, a més, en aquesta població una Escola Superior de Música, de la que en fou director. La seva producció com a compositor comprèn:
- Ostern; Es waren zwei Königskinder; Alt-Heidelberg du Feine, poemes simfònics.
- una Simfonia en si menor,
- Vom Pagen und der Königstochter, cicle de balades.
- Raffael, per a cor, orquestra i orgue.
- Am Siegfriedbrunnen; König Laurin's Rosengarten; Reigen, obres corals amb acompanyament d'orquestra.

Una òpera, música de cambra i cançons infantils.
A més, se li deuen les obres escrites:
- Die Praxis der Haendelaufführung, memòria per al doctorat de filologia (1900).
- Lehrbuch der Blegeitung des Gregorianischen Gesang, (1898).
- Händel, (1898), 3a edició (1907).
- Die deutsche Musik in 19. und 20. Jahrhundert, (1909).
- Das moderne Orchester in seiner Entwicklung, (1910) traducció al castellà amb el títol de La orquesta moderna (Barcelona, 1920).
- Die kunst der Sprache, (1912; 25a edició el 1920).
- Die Klaviersonaten Beethowens, (1919).
- Die Instrumente des Orchester in Wessen und Entwicklung, (1919).
- Handbuch der Musikwissenchaften, (1926).